# イマトラ (小惑星)
イマトラ（英語：1520 Imatra）は、小惑星帯に位置する小惑星。フィンランド南西部の都市トゥルクで、ユルィヨ・バイサラによって発見された。
フィンランドの南東部に位置する都市、イマトラに因んで命名された。